# Cleveland Rockers
Die Cleveland Rockers waren eine Mannschaft der nordamerikanischen Frauen-Basketball-Profiliga WNBA. Seine Heimspiele trug das Team in der Gund Arena von Cleveland, Ohio aus.
Die Rockers, die 1997 gegründet wurden, waren das Schwesterteam des NBA-Klubs Cleveland Cavaliers. Der Teambesitzer war Gordon Gund, dem auch die Cavaliers gehörten. Im September 2003 erklärte Gund, dass sich seine Firma aus dem WNBA-Geschäft zurückziehen wolle. Da kein neuer Besitzer für das Team gefunden werden konnte, mussten die Cleveland Rockers ihren Spielbetrieb einstellen.
Die Rockers erhielten ihren Teamnamen zu Ehren Clevelands Rock and Roll Hall of Fame.

## Erfolge und Ehrungen

### Sportliche Erfolge
Das Franchise konnte in den 7 Saisons des Bestehens viermal die Playoffs erreichen. 1997 und 2001 konnten die Rockers sogar die beste Bilanz in der Eastern Conference erzielen, scheiterten aber jeweils in der ersten Playoff-Runde. Auch sonst war die Playoff-Bilanz nicht gut, das Team erreichte nie die WNBA-Finals und konnte nur eine Playoff-Serie gewinnen.

### Individuelle Auszeichnungen
Bei den individuellen Auszeichnungen war der Verein deutlich erfolgreicher und konnte fünf Auszeichnungen erhalten. Neben drei Spielerinnen die vier Ehrungen erhielten, ging auch die Auszeichnung als Coach of the Year einmal nach Cleveland.
| Saison | Kategorie                              | Spielerin             |
| ------ | -------------------------------------- | --------------------- |
| 1998   | Sportsmanship Award                    | Suzie McConnell-Serio |
| 1998   | Peak Performer: Wurfquote aus dem Feld | Isabelle Fijalkowski  |
| 1999   | Peak Performer: Freiwurfquote          | Eva Němcová           |
| 2000   | Sportsmanship Award                    | Suzie McConnell-Serio |
| 2001   | Coach of the Year Award                | Dan Hughes            |

### Saison für Saison
Abkürzungen: Sp. = Spiele, S = Siege, N = Niederlagen
| Saison | Sp. | S   | N   | Siege in % | Platz                  | Playoffs |
| 1997   | 28  | 15  | 13  | 53,6       | 4., Eastern Conference | nicht qualifiziert                                                                                           |
| 1998   | 30  | 20  | 10  | 66,7       | 1., Eastern Conference | Niederlage im WNBA-Semifinal, 1:2 (Phoenix Mercury)                                                          |
| 1999   | 32  | 7   | 25  | 21,9       | 7., Eastern Conference | nicht qualifiziert                                                                                           |
| 2000   | 32  | 17  | 15  | 53,1       | 2., Eastern Conference | Sieg im Conference Semifinal, 2:1 (Orlando Miracle) Niederlage im Conference Final, 1:2 (New York Liberty)   |
| 2001   | 32  | 22  | 10  | 68,8       | 1., Eastern Conference | Niederlage im Conference Semifinal, 1:2 (Charlotte Sting)                                                    |
| 2002   | 32  | 10  | 22  | 31,3       | 7., Eastern Conference | nicht qualifiziert                                                                                           |
| 2003   | 34  | 17  | 17  | 50,0       | 4., Eastern Conference | Niederlage im Conference Semifinal, 1:2 (Detroit Shock)                                                      |
| Gesamt | 220 | 108 | 112 | 49,1       |                        | 4 Playoff-Teilnahmen in 7 Saisons 5 Serien: 1 Sieg, 4 Niederlagen 16 Spiele: 6 Siege, 9 Niederlagen (37,5 %) |

## Head Coach
Von 1997 bis 1999 wurden die Rockers von Linda Hill-McDonald trainiert. Danach (bis zur Teamauflösung 2003) übernahm Dan Hughes dieses Amt.

## Spielerinnen
- Cindy Blodgett (Guard,  Vereinigte Staaten)
- Jenny Boucek ( Vereinigte Staaten)
- Helen Darling (Guard,  Vereinigte Staaten)
- Isabelle Fijalkowski ( Frankreich)
- Eva Němcová ( Tschechien)
- Penny Taylor (Forward,  Australien)
- LaToya Thomas (Forward,  Vereinigte Staaten)
- Ann Wauters (Center,  Belgien)
- Lynette Woodard ( Vereinigte Staaten, wurde in die Naismith Memorial Basketball Hall of Fame aufgenommen)

### Erstrunden-Wahlrechte beim WNBA Draft
| Name           | Jahr | Draft-Position |
| -------------- | ---- | -------------- |
| Eva Nemcova    | 1997 | 4.             |
| Cindy Blodgett | 1998 | 6.             |
| Chasity Melvin | 1999 | 11.            |
| Ann Wauters    | 2000 | 1.             |

| Name           | Jahr | Draft-Position |
| -------------- | ---- | -------------- |
| Penny Taylor   | 2001 | 11.            |
| Deanna Jackson | 2002 | 8.             |
| LaToya Thomas  | 2003 | 1.             |

In den sieben Jahren des Bestehens hatte der Klub sieben Draftrechte in der ersten Runde des WNBA Drafts. Das Franchise hatte vor jeder Saison immer einen Draft-Pick in der ersten Runde.
Mit Ann Wauters und LaToya Thomas konnte das Franchise zweimal eine Spielerin an der ersten Position auswählen. Thomas konnte die in sie gesteckten Erwartungen nicht erfüllen und hatte nur eine kurze WNBA-Karriere. Ann Wauters war bis zur Auflösung der Rockers ein wichtiger Bestandteil des Teams und konnte später mit dem Team der Los Angeles Sparks eine WNBA-Meisterschaft erringen. Trotz der zwei Nummer-1-Picks erhielt keine der Spielerinnen der Rockers die Auszeichnung als bester Neuling des Jahres.